# Клан Макдугалл

Герб вождей клана Макдугалл

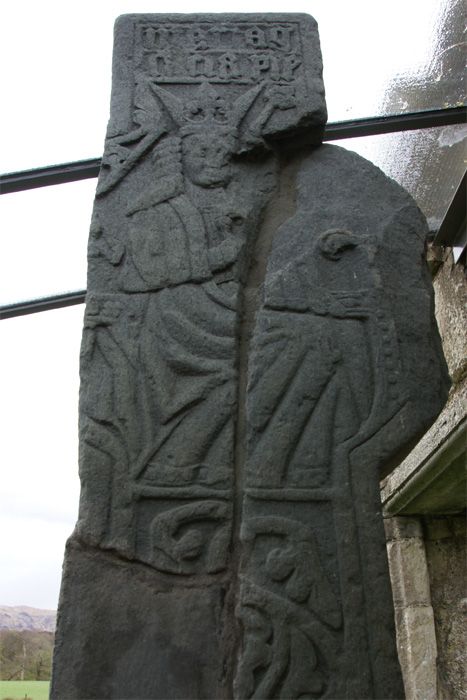
Каменный крест клана Макдугалл, изготовленный около 1500 года в аббатстве Ардхаттан.

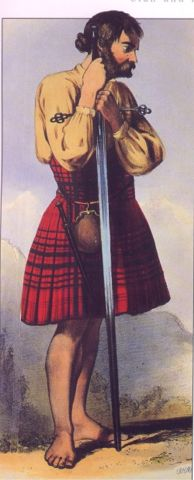
Член клана Макдугалл в традиционной одежде. Рисунок художника Маклана, 1845 год

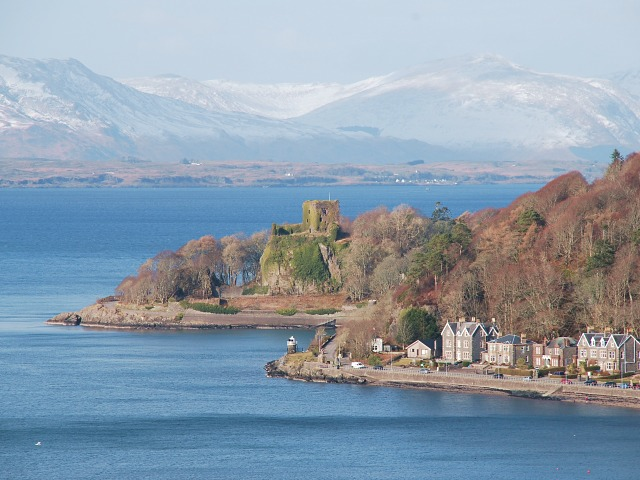
Замок Данолли, историческая резиденция клана Макдугалл

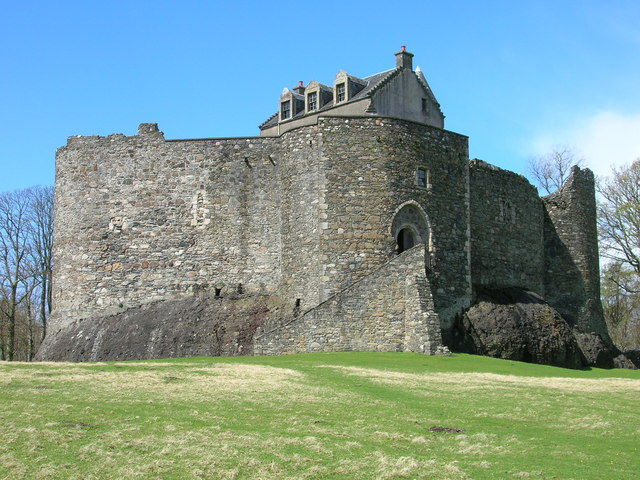
Замок Данстаффнидж, историческая резиденция клана Макдугалл

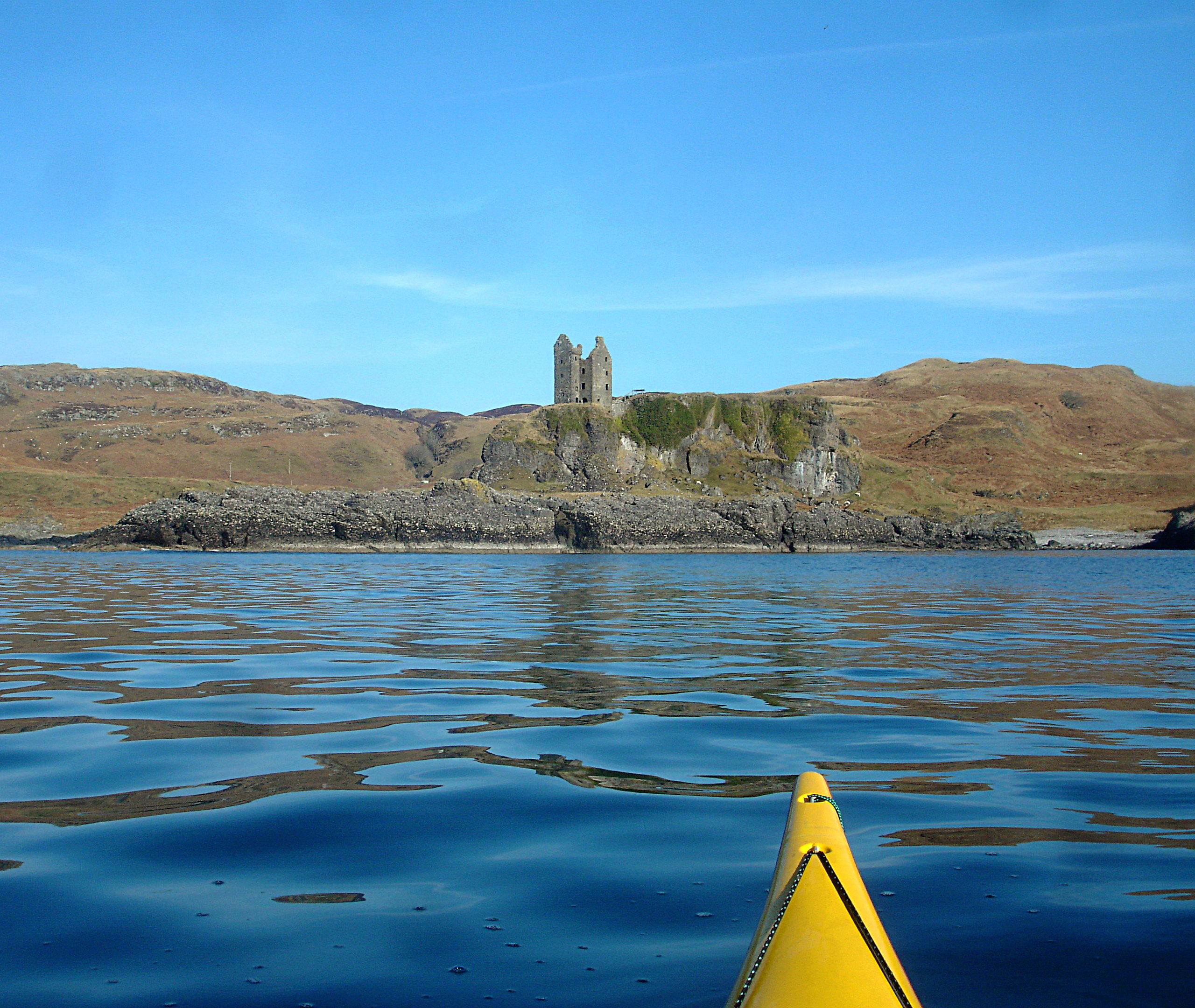
Замок Гилен, собственность клана Макдугалл

Клан МакДугалл (гэльск. MacDougall) — один из кланов горной части Шотландии (Хайленда).
- Символы клана: вереск (Erica cinerea L.)
- Лозунг клана: Buaidh no bàs — «Победа или смерть!» (гэльск.)
- Союзные кланы: Уоллес, Комин
- Враждебные кланы: Брюс, Кэмпбелл

## История клана Макдугалл

### Происхождение
Клан Макдугалл получил свое название от Дугала, короля Островов (гэльск. Dougall) — старшего сына Сомерледа (гэльск. Somerled), погиб в битве под Ренфру в 1164 году. После смерти Сомерледа Дугалл взял под свой контроль часть Аргайла, а также острова Малл, Лисмор, Джура, Тайри, Колл и другие.
Клан и его название кельтского происхождения. Название происходит от ирландских слов dubh-gall — «дунул-галл» — «черный незнакомец» или «темный незнакомец». Дугалл провозгласил себя королем и его королевский статус признал король Норвегии. Титул Дугалла звучал как «Король Южных Островов и лорд Лорн». Сын Дугалла — Дункан, король Аргайла (1175—1247), внук — Юэн Макдугалл, король Островов. Дункан и Юэн Макдугалл построили много замков для защиты своих земель от викингов и от других шотландских кланов. На островах они построили замки Арос (гэльск. — Aros Castle), Кэрнбургг (гэльск. — Cairnburgh Castle), Данконнелл (гэльск. — Dunchonnel Castle), Коэффин (гэльск. — Coeffin Castle). На территории основной части Шотландии они построили замки Данстаффнидж (гэльск. — Dunstaffnage Castle), Данолли (гэльск. — Dunollie Castle), Дантрун (гэльск. — Duntrune Castle). Большинство названий этим замков включают ирландское слово Dun — «дун» — крепость. Замок Данолли, как считают историки, был построен еще в VI веке и именно этот замок стал резиденцией вождей клана Макдугалл. Дункан также построил укрепленный монастырь Ардхаттан (Ardchattan), что был местом захоронения вождей клана Макдугалл вплоть до 1737 года.

### Шотландско-норвежские войны
Владения клана Макдугалл на островах считались вассальными относительно короля Норвегии (когда их захватили викинги), а владения на основной территории Шотландии — вассальными относительно короля Шотландии. Это вызвало конфликт между королями Норвегии и Шотландии в XII—XIII веках. В 1263 году король Норвегии Хакон IV (норв. — Haakon IV) прибыл с огромным для тех времен флотом для нападения на Шотландию. Но вождь клана Юэн Макдугалл не поддержал короля Норвегии (хоть и должен был это сделать как вассал) и, имея кровные связи с королем Норвегии, сумел убедить его прекратить войну. Но война возобновилась, и произошла битва при Ларгсе. Вождь клана Юэн присоединился к шотландской армии, когда она напала на норвежский флот. Викинги были разгромлены, король Норвегии вынужден был отказаться от претензий на острова у берегов Шотландии — все Гебридские острова отошли королевству Шотландия.

### Война за независимость Шотландии
Клан Макдугалл расширял свои владения в провинции Аргайл. Это привело к конфликту с кланом Кэмпбелл. В 1294 году вспыхнула война между кланами Макдугалл и Кэмпбелл. Джон Макдугалл, лорд Аргайла (ум. 1317), возглавил свой клан в войне. Битва состоялась возле Ред Форд. Сэр Колин Кампбелл был убит, обе стороны понесли большие потери.
Александр Макдугалл, 4-й вождь клана Макдугалл, женился на сестре Джона II Комина, лорда Баденоха, который вошел в историю как «Черный Комин». Его сын — Джон III Комин, лорд Баденох, был известен как «Красный Комин». Он был зарезан прямо в церкви Дамфриса в 1306 году Робертом Брюсом, графом Карриком (убийство врага в церкви считалось ужасным и недопустимым нарушением обычаев). Это событие вызвало конфликт между кланом Макдугалл и Робертом Брюсом. Клан Макдугалл в свое время поддержал Уильяма Уоллеса, борца за свободу Шотландии, но теперь оказался в состоянии кровной вражды с Робертом Брюсом, претендентом на трон свободного шотландского королевства. Это стало причиной того, что клан Макдугалл заключил союз с англичанами и начал воевать против Роберта Брюса. После коронации Роберта Брюса в Сконе (древней столице Шотландии) клан Макдугалл отступил в Аргайл. Потом клан Макдугалл сумел победить короля Роберта Брюса в битве под Дарлиге. Роберту Брюсу удалось убежать, но клан Макдугалл получил в бою украшение, известное как брошь Лорн — произведение кельтского искусства — до сих пор это есть величайшее сокровище клана Макдугалл. Три года спустя Роберт Брюс собрал новую армию, три тысячи закаленных в боях воинов. Клан Макдугалл устроил засаду, но был разбит на Брандерском перевале и вынужден был отступить. Земли клана Макдугалл были конфискованы королем и переданы клану Кэмпбелл в благодарность за их лояльность. Клан Макдугалл довольствовался своими островными владениями, но потом постепенно восстанавливал свою власть и возвращал владения. Джон Гальда Макдугалл женился на Джоан Айзек, внучке короля Шотландии Роберта Брюса. Большинство некогда конфискованных земель были возвращены клану королем Шотландии Давидом II Брюсом.
В 1468 году клан Макдугалл вместе с кланами Макфарлан и Кэмпбелл воевал против клана Стюартов из Аппина в битве при Сталке.

### XVII век — Гражданская война
Во время гражданской войны на Британских островах клан Макдугалл, как и большинство горных шотландских кланов, поддерживал роялистов. Вождь клана Александр Макдугалл поставил под знамёна лоялистов 500 воинов своего клана. После поражения роялистов во главе с Джеймсом Грэмом, 1-м маркизом Монтрозом, в Аргайл был отправлен во главе армии республиканцев Дэвид Лесли, лорд Ньюарк, для подавления движения роялистов, в том числе на землях клана Макдугалл. Клан Макдугалл претерпел репрессии и конфискации. Однако во время реставрации монархии в 1660 году земли клана были возвращены.

### XVIII век — Восстания якобитов
Во время восстания якобитов в 1715 году клан Макдугалл поддержал восстание и принял участие в битве под Шериффмуре на стороне повстанцев. После поражения восстания вождь клана Джон Киар Макдугалл из Данолли (ум. 1737), 22-й вождь клана Макдугалл, вынужден был бежать из Шотландии. Затем он вернулся в Шотландию, но скрывался. Помилован он был 1727 года.
Его сын — Александр Макдугалл из Данолли (ум. 1801), 23-й вождь клана Макдугалл, не поддержал восстание якобитов 1745 года, но его братья и многие члены клана поддержали восстания и принимали участие в битве при Каллодене в 1746 году. К повстанцев перешло более 200 человек из клана Макдугалл.

## Вождь клана
- Вождь — Мораг Морли Макдугалл из Макдугалла и Данолли, 31-й вождь клана Макдугалл.

## Септы клана
Септы: Carmichael, Conacher, Coull, Cowan, Cowie, Dougall, Dowall, Kichan, Livingston, Livingstone, MacConacher, MacCoul, MacCoull, MacCowan, MacCulloch, MacDole, MacDowell, MacDulothe, MacEachan, MacEachem, MacHowell, MacKichan, MacLucas, MacLugash, MacLulich, MacNamell, Macoul, Macowl.